# فينتشنزو ألفانو
فينتشنزو ألفانو (بالإنجليزية: Vincenzo Alfano)‏ هو نحات أمريكي، (و. 1850 – 1918 م).